# Osiedle Mieszka I (Wronki)
Osiedle Mieszka I – osiedle położone w środkowej części Wronek.